# Spilogona semiglobosa
Spilogona semiglobosa este o specie de muște din genul Spilogona, familia Muscidae. A fost descrisă pentru prima dată de Ringdahl în anul 1916. Conform Catalogue of Life specia Spilogona semiglobosa nu are subspecii cunoscute.